# Sous-titrage pour sourds et malentendants

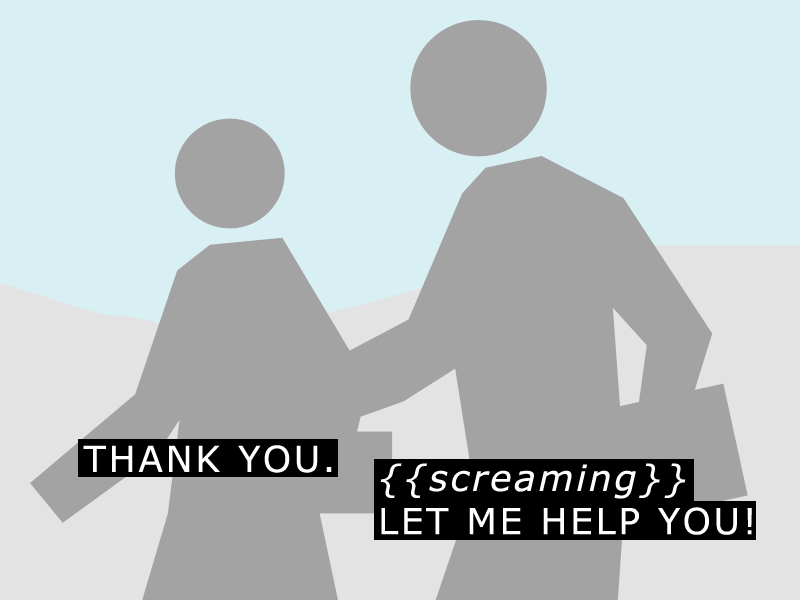
Exemple d'une émission télévisée avec sous-titrage

Le sous-titrage pour sourds et malentendants (parfois abrégé ST SM ou SME) est une technique d'affichage d'un texte au bas de l'écran, rendant les productions audiovisuelles accessibles aux personnes souffrant d'une déficience auditive (en France, leur nombre est estimé à environ 7 millions en 2011).

## Situation du sous-titrage pour sourds et malentendants en France
Le sous-titrage pour les sourds et les malentendants est une obligation inscrite aux cahiers des charges des chaînes publiques depuis 1984.
Mais c'est seulement avec la loi du 1er août 2000 (Loi n°2000-719 modifiant la loi n°86-1067 du 30 septembre 1986) que le sous-titrage pour sourds et malentendants est devenu une obligation pour les chaînes hertziennes. La loi du 11 février 2005 (Loi n°2005-102), quant à elle, prévoit que « dans un délai maximum de cinq ans, les chaînes dont l'audience moyenne annuelle dépasse 2,5 % de l'audience totale des services de télévision devront rendre la totalité de leurs programmes accessibles aux personnes sourdes et malentendantes à l'exception des messages publicitaires ». En 2006, la proportion de programmes sous-titrés était : 23,4 % pour TF1, 31,3 % pour France 2, 25,1 % pour France 3, 21,9 % pour France 5 et 8,8 % pour M6. Finalement, en février 2010, les objectifs définis par la loi sont atteints par TF1, France 2, France 3 (national), France 5, Arte, Canal+ et M6, qui sous-titrent l'intégralité de leurs programmes. En 2012, elles sont rejoints par C8, W9, TMC, France 4 et France Ô qui, à leur tour, sous-titrent l'ensemble de leurs programmes. Les chaînes d'informations en continu i-TÉLÉ, BFM TV et LCI diffusent trois journaux sous-titrés et un journal en langue des signes quotidiennement. France Info quant à elle propose chaque jour six journaux sous-titrés et deux en langue des signes.
Ce service était réalisé avec le système Antiope, plus tard remplacé par la norme européenne Ceefax, et était accessible sur la page 888 du Télétexte via un téléviseur ou décodeur équipé de ce système. Avec le lancement de la TNT en 2005 qui utilise le standard DVB, une simple touche de la télécommande suffit pour activer le sous-titrage. Pour des raisons de lisibilité, les sous-titres au format Télétexte (qui n'existe plus en France) s'affichent sur un bandeau noir. Avec la nouvelle norme DVB-subtitling, le bandeau est noir translucide sur la plupart des chaînes via la réception TNT avec une typographie améliorée.
Plus tard, Arte et France Télévisions propose ce service sur leurs plateformes de rattrapage, puis M6 et plus récemment TF1.
Le sous-titrage SME se développe aussi durant les années 2000 sur d'autres supports (DVD, blu-ray, VOD...). Depuis 2012, grâce au soutien du CNC, certains grands éditeurs, comme Gaumont et Pathé, rendent toutes leurs éditions accessibles aux sourds et malentendants sur ces supports, aussi bien des productions anciennes que récentes. Certaines salles de cinéma proposent même des séances spécifiques.

## Réalisation du sous-titrage
Le sous-titrage SM est toujours fait dans la langue d'origine du programme audiovisuel. Il exige une lisibilité plus grande que le sous-titrage d'une langue étrangère, car les sourds et malentendants ne bénéficient pas, ou peu, du support de la voix et du son du programme regardé. Le sous-titrage SM est la plupart du temps une synthèse de ce que l'on entend (comme le sous-titrage d'une langue étrangère), les paroles pouvant rarement être retranscrites telles quelles, par souci du respect de la vitesse de lecture des téléspectateurs. Par ailleurs, les sous-titres sont limités à 36 caractères par ligne et de 2 lignes maximum, et certains caractères (symbole, caractères spéciaux...) ne peuvent être utilisés.
Les sous-titres peuvent être réalisés de différentes manières. Pour un programme de stock (fictions, films, documentaires...) ils sont réalisés à l'avance et une émission bavarde de 90 minutes peut nécessiter une semaine de travail. Pour une émission en direct, les sous-titres sont réalisés en temps réel, soit par un sous-titreur assisté d'un ordinateur de reconnaissance vocal, soit par un vélotypiste. Cependant, avec le nombre croissant de programmes à sous-titrer à partir de 2010, certaines chaînes décident de sous-titrer certaines de leurs émissions enregistrées dans les conditions du direct étant la solution la moins coûteuse, en dépit de la qualité.

## Normes françaises
Les normes du sous-titrage SM en France varient selon les souhaits des clients et chaînes de télévision. Les couleurs des sous-titres, leur placement et leur ponctuation diffèrent plus ou moins d'une chaîne à l'autre, et parfois selon les laboratoires effectuant le sous-titrage pour les chaînes, ou bien encore selon l'époque de sa réalisation, les normes ayant connu quelques évolutions. La dernière charte de qualité du sous-titrage SME a été signée en décembre 2011 par le CSA, les chaînes de télévision, les laboratoires et les associations.
Cependant, certaines normes restent à peu près stables, on aura toujours tendance à utiliser :
- le blanc lorsqu'un personnage  parle à l'écran ,
- le jaune lorsqu'un personnage  parle hors champ ,
- le rouge pour les  indications de bruit ,
- le magenta pour les  indications musicales ,
- le cyan pour les réflexions intérieures ou  commentaires  en voix off,
- le vert pour les indications ou retranscriptions de  langues étrangères ,
- et avec un astérisque (*) quand le son provient d'un haut-parleur (télévision, radio, téléphone...)

Ce code des couleurs a été fixé en 1983 par le service télétexte d'Antenne 2 en relation avec les téléspectateurs et membres d'associations de sourds et de malentendants.
Au début, les trois principales chaînes (TF1, Antenne 2 et FR3) sous-titraient les dialogues tout en majuscules et sans accents, les caractères minuscules étant assimilés à des indications de bruit, de musique, ou des propos chuchotés. Ce principe de sous-titrer en majuscules est plus tard abandonné car jugé peu lisible. Par conséquent aujourd'hui, les propos chuchotés sont indiqués par des parenthèses.
Les sous-titres sont placés sous la personne qui parle. Mais là encore, pour un locuteur seul à l'écran, certaines chaînes préféreront un placement du sous-titre au centre, d'autres sous la bouche du locuteur. De même lorsque le locuteur est hors champ, le sous-titre en jaune, ou l'indication d'un bruit en rouge, sera tantôt placé selon la direction du son, ou centré. Les sous-titres peuvent aussi s'afficher en haut de l'écran pour ne pas couvrir un élément important d'une image, ni les lèvres d'un locuteur pour permettre une lecture labiale.
Au niveau de la ponctuation, on aura tantôt des tirets devant les sous-titres à chaque changement de locuteur, tantôt des tirets uniquement s'il y a ambiguïté sur plusieurs personnes hors champ susceptibles de parler. La nouvelle charte du CSA de décembre 2011 retient finalement la première solution que toutes les chaînes doivent aujourd'hui respecter. Les indications de bruits seront, selon les clients, ponctuées ou non. Des points de suspension apparaissent généralement pour indiquer un passage sans dialogue et informer que le décodeur fonctionne toujours. Lors d'une indication sonore ou musicale prolongée ou répétée, ces trois petits points apparaissent en couleur correspondant au type de son.
Au niveau des indications sonores, certaines chaînes exigent un sous-titrage très complet et détaillé, même si elles ne sont pas nécessaires pour bien suivre le programme, tandis que d'autres ne veulent que soient indiqués que les bruits indispensables à la compréhension, afin de ne pas alourdir le sous-titrage.
Enfin, le repérage se fait, selon les chaînes et clients, à la voix ou en anticipation d'une seconde maximum afin de gagner en lisibilité. Par contre, un sous-titre SM n'est jamais censé commencer en retard par rapport à la voix. Certaines chaînes acceptent que les plans « vides » (sans son particulier) qui suivent l'intervention d'un personnage soient utilisés pour sous-titrer une partie de phrase afin de donner plus d'informations aux spectateurs.
Il ne faut pas confondre le sous-titrage pour sourds et malentendants avec le sous-titrage français-français pour TV5 Monde. Le sous-titrage pour TV5 Monde n'est pas destiné aux sourds et malentendants, mais aux apprenants de français. Il constitue un support écrit aux dialogues. Le public de TV5 Monde est un public francophone ou non francophone, vivant essentiellement à l'étranger. Les normes du sous-titrage pour TV5 Monde ressemblent beaucoup à celle du sous-titrage d'un programme étranger, au niveau du repérage, de la lisibilité, et de la ponctuation.